# Albert Taberner i Ferrer
Albert Taberner i Ferrer   (Aldaia, 7 de març de 1950) és un polític valencià, alcalde i regidor d'Alaquàs i diputat a les Corts Valencianes
Fou el primer alcalde democràtic d'Alaquàs i diputat a les Corts Valencianes entre 1987 i 1999, encapçalant les candidatures d'Esquerra Unida del País Valencià (EUPV) a les eleccions autonòmiques de 1987, 1991 i 1995. Ha estat president de la Comissió d'Agricultura, Ramaderia i Pesca de les Corts Valencianes (1991-1995). Fou Secretari General d'EUPV, procedent del Partit Comunista del País Valencià (PCPV).
Fou fundador del corrent intern i després partit de Nova Esquerra junt a Ricardo Peralta. El 1999 deixaria la presidència de Nova Esquerra per desavinences amb la direcció. Albert Taberner és militant de Comissions Obreres-PV, cofundador de la Unió de Llauradors i Ramaders i de professió mestre d'ensenyament primari.
El maig de 1998 va rebre el reconeixement de la medalla d'or del poble d'Alaquàs com a primer alcalde del municipi després de la dictadura franquista.